# Паулет, Джордж, 12-й маркиз Уинчестер
Джордж Паулет, 12-й маркиз Уинчестер (англ. George Paulet, 12th Marquess of Winchester; 7 июня 1722 — 22 апреля 1800) — английский дворянин, политик и придворный, известный как Джордж Паулет до 1794 года.

## Ранняя жизнь
Джордж был восьмым и младшим сыном Нортона Паулета (1679—1741) из Ампорта и Джейн Морли (дочери сэра Чарльза Морли и Магдалены Герберт). Нортон (отец Джорджа) был сыном Фрэнсиса Паулета (ок. 1645—1695/1696), внуком лорда Генри Паулета из Ампорта (1602—1672), и правнуком Уильяма Паулета, 4-го маркиза Уинчестера (до 1560—1628).

## Пэрство
Лорд Гарри Паулет, 6-й герцог Болтон и 11-й маркиз Уинчестер (1720—1794), был троюродным братом Джорджа Паулета. Старший брат Джорджа, Нортон Паулет (ок. 1705—1759), был предполагаемым наследником титула маркиза Уинчестера. Поскольку брат Джорджа умер раньше него, после смерти лорда Гарри Паулета 25 декабря 1794 года Джордж Паулет унаследовал титулы 12-го маркиза Уинчестера, 12-го графа Уилтшира и 12-го барона Сент-Джона из Бейзинга.

## Карьера
Джордж Паулет занимал ряд придворных постов. 29 октября 1750 года он был назначен чрезвычайным церемониймейстером при дворе Фредерика, принца Уэльского, и занимал этот пост до смерти принца в 1751 году . С 1758 по 1772 год он был церемониймейстером при дворе вдовы Фредерика, Августы, вдовствующей принцессы Уэльской. В 1761 году, после был назначен главным шерифом графства Гэмпшир.
Он был избран членом парламента от Уинчестера в качестве тори в 1765 году, после того как его троюродный брат, лорд Гарри Паулет, унаследовал титул 6-го герцога Болтона в июле 1765 года. В то время его единственный оставшийся в живых брат Уильям Паулет (? — 1772), морской офицер, был предполагаемым наследником герцогского маркизата Уинчестера, хотя герцог взял вторую жену в апреле того же года. Позже, в 1765 году, Джордж Паулет был назначен хранителем королевсеой опочивальни короля Георга III 23 декабря 1765 года, занимая эту должность до тех пор, пока она не была упразднена 14 ноября 1782 года. К тому времени, когда Джордж Паулет покинул парламент в 1774 году, его брат Уильям умер, и он стал предполагаемым наследником герцога.
В 1793 году Джордж Паулет был первым комиссаром лорда-лейтенанта Гэмпшира, ранее принадлежавшего герцогу Болтону, а в следующем году сменил его на посту маркиза Уинчестера после смерти герцога (герцогский титул угас). Назначенный вице-адмиралом Дорсета и Гэмпшира в 1797 году, Джордж Паулет скончался в 1800 году, и его преемником на посту маркиза стал его старший сын Чарльз.

## Личная жизнь
7 января 1762 года Джордж Паулет женился на Марте Инголдсби (ум. 14 марта 1796), дочери Томаса Инголдсби И Энн Лимбри. У супругов было трое детей:
- Чарльз Паулет, 13-й маркиз Уинчестер (27 января 1764 — 29 ноября 1843)
- Лорд Генри Паулет (31 марта 1767 — 28 января 1832), вице-адмирал, участвовавший в Американской войне за независимость, Французской революционной и наполеоновской войнах
- Леди Урания Анна Паулет (ок. 1767 — 27 декабря 1843), которая первым браком вышла замуж 17 марта 1785 года за Генри де Бурга, 1-го маркиза Кланрикарда (1742—1797). После его смерти она во второй раз, 28 октября 1799 года, вышла замуж за полковника Питера Кингтона (1777—1807). После смерти своего второго мужа она в третий раз, 22 мая 1813 года, вышла замуж за вице-адмирала сэра Джозефа Сидни Йорка (1768—1831).